# Tokio Hotel Best Of
Best Of es el primer álbum recopilatorio por la banda Alemana Tokio Hotel, hecha para lanzarse el 10 de diciembre de 2010.
El álbum está compuesto en su mayoría por sencillos de sus álbumes de estudio Schrei (2005), Zimmer 483 (2007), Scream (2007) y Humanoid (2009), además de dos canciones que no habían sido lanzadas: la primera, "Mädchen Aus Dem All", que fue grabada originalmente para ser lanzada en Schrei y una segunda canción llamada, "Hurricanes And Suns", que fue grabada en 2009. Las ediciones especiales de este álbum traerán 2 DVD: el primero está compuesta en su mayoría por la videografía de Tokio Hotel, y el segundo por "Making Of" de los videos de música seleccionados.

## Lista de canciones

### Versión en alemán
Este pack vendrá sólo en "Versión Deluxe".
German Version
CD 1:
1. Durch Den Monsun
2. Der Letzte Tag
3. Madchen Aus Dem All (2003)
4. Übers Ende Der Welt
5. Schrei
6. An Deiner Seite (Ich Bin Da)
7. Spring Nicht
8. Automatisch
9. Lass Uns Laufen
10. Geisterfahrer
11. Ich Brech Aus
12. Stich ins glück
13. Rette Mich
14. 1000 Meere
15. Komm
16. Sonnensystem
17. Humanoid
18. Bonustrack: Hurricans And Suns (Neuer Titel - 2009)

Bonus DVD
En este DVD estará disponible una compilación de los videos de la banda (excluyendo 1000 Meere y 1000 Oceans) incluyendo 'making of's.
Videoclips:
1. Durch Den Monsun
2. Monsoon
3. Schrei
4. Scream
5. Rette Mich
6. Der Letzte Tag
7. Wir Schliessen Uns Ein
8. Übers Ende Der Welt
9. Ready, Set, Go
10. Spring Nicht
11. Don't Jump
12. An Deiner Seite (Ich Bin Da)
13. By Your Side
14. Automatisch
15. Automatic
16. Lass Uns Laufen
17. World Behind My Wall
18. Darkside Of The Sun

Making Of:
1. Making of "Monsoon"
2. Making of "Schrei"
3. Making of "Übers Ende Der Welt"
4. Making of "Spring Nicht"
5. Making of "Automatic"
6. Making of "World Behind My Wall"

### Versión en inglés
English Version
CD 1: Álbum en inglés
1. Darkside Of The Sun
2. Monsoon
3. Hurricanes And Suns (canción inédita - 2009)
4. Ready, Set, Go!
5. World Behind My Wall
6. Scream
7. Automatic
8. Phantomraider
9. Break Away
10. Final Day
11. On the edge
12. By Your Side
13. Rescue Me
14. 1000 oceans
15. Noise
16. Don’t Jump
17. Humanoid
18. Bonustrack: Mädchen Aus Dem All (2003)

## Producción
- Voz: Bill Kaulitz
- Guitarra: Tom Kaulitz
- Bajo: Georg Listing
- Batería: Gustav Schäfer
- Productores Ejecutivos: Patrick Benzer, Dave Roth, David Jost, Peter Hoffman
- Coproductores: Bill Kaulitz y Tom Kaulitz
- Dirección: David Jost y Benjamin Ebel

- Datos: Q2007674